# 長陵郡
长陵郡，中国南北朝时设置的郡。
南朝梁置长陵郡，属西豫州、光州，治所在长陵县（今河南省息县东七十一里长陵乡）。太清三年（549年）被东魏占领，属东豫州。领三县：长陵、苞信、安宁。387户，1363口。北齐废长陵郡。